# Дюрарара!!
 (яп. デュラララ!!) — серия книг, выпущенная в Японии в формате ранобэ, авторства Рёго Нариты с иллюстрациями Судзухито Ясуды. В настоящее время издательством ASCII Media Works опубликовано 13 томов. В январе 2010 года студия Brain’s Base выпустила аниме-адаптацию, которая насчитывает 24 серии, а с января 2015 по март 2016 года выходило продолжение под названием Durarara!!×2, состоящее из трёх сезонов по 12 серий: первый со словом «Shou» (яп. 承 сё:), второй «Ten» (яп. 転 тэн), третий с «Ketsu» (яп. 結 кэцу) в конце (подзаголовки означают вторую, третью и четвёртую панели в ёнкоме или строки в поэзии гагаку, соответственно). 25 августа 2010 года вместе с седьмым DVD-диском Durarara!! вышел первый экстраэпизод, который не был показан по телевидению. 22 сентября 2010 года в Японии выпущена игра для платформы PlayStation Portable по мотивам серии.

## Сюжет
Действие книг разворачивается в токийском квартале Икэбукуро, в котором собираются разнообразнейшие эксцентричные личности: торговец информацией Идзая Орихара, сверхсильный мужчина в костюме бармена Сидзуо Хэйвадзима, негр-зазывала, росший в СССР, Саймон Брежнев и другие. В Икэбукуро процветают криминал и уличные «цветные» банды, самой загадочной из которых являются «Доллары», которую и цветной бандой назвать нельзя, потому что вместо однотонных бандан у её членов есть только собственный веб-сайт. Также по Икэбукуро ходят слухи о Безголовом Байкере, рассекающем улицы Токио на бесшумном чёрном мотоцикле без фар и номеров.
История начинается весной, перед началом учебного года. Провинциал Микадо Рюгаминэ, поддавшись уговорам друга детства Масаоми Киды, успешно сдаёт вступительные экзамены в частную школу «Райра» и переезжает в Икэбукуро. Одной из его новых одноклассниц оказывается отрешённая красавица Анри Сонохара, которая рассказывает, что другая их одноклассница — её подруга-сталкерша Мика Харима — пропала после того, как попыталась признаться в любви ещё одному их однокласснику Сэйдзи Ягири. Микадо предстоит встретить всех знаменитых в узких кругах людей и нелюдей Икэбукуро и узнать, что почти у всех них есть свои, зачастую страшные, секреты… но и сам он оказывается не просто школьником!

## Банды
- Доллары (яп. ダラーズ Дара:дзу)

Банда, созданная Микадо Рюгаминэ. Изначально она была не более, чем выдумкой, созданной для забавы. Но позже люди, выдававшие себя за «Долларов», стали появляться в реальности. Те, кто помогал Микадо в создании банды, отказались участвовать в затее, а «Доллары» стали приобретать дурную славу. Тогда Рюгаминэ, понимая, что распустить банду уже не удастся, решил сделать ей добрый имидж, призывая членов бороться с вандализмом и помогать людям. Из-за того, что у «Долларов» нет цвета, их невозможно распознать, и любой может выдать себя за них, что затрудняет контроль над бандой.
Этимология названия происходит от японского дара-дара, что означает бездельничать, быть ленивым.
- Жёлтые платки (яп. 黄巾賊 Ко: киндзоку)

Цветная банда, созданная Масаоми Кидой. Изначально просто шайка подростков, позднее разрослась, превратившись в одну из влиятельных группировок Икэбукуро. «Жёлтые платки» постоянно конфликтовали с другой цветной бандой — «Синими квадратами». Банда распалась после очередной крупной стычки, в ходе которой лидер «Синих квадратов» Идзумии сломал Саки Микадзиме обе ноги. Позднее сформировалась снова, собравшись из бывших членов «Синих квадратов» под руководством Хорады.
- Синие квадраты (яп. ブルースクエア Буру: Сукуэа)

Цветная банда, созданная Аобой Куронумой, который позднее передал руководство своему старшему брату, Рану Идзумии. Безрассудные действия последнего привели к распаду банды. Аоба намерен вновь воссоздать банду, поглотив «Долларов».
Символически, члены «Синих квадратов» — акулы, защищающие свои территории, обозначенные, как маленькие синие квадратные куски. Из этого происходит название банды.
- Потрошители (яп. 切り裂き Кирисаки)

Формально Потрошители не относятся к бандам, но принимаются за группировку и по мере надобности вмешиваются в ход действий. Потрошители — это «дети» Сайки, которых создала Харуна Ниикава, одержимая ею, с целью «полюбить всё человечество», хотела заразить Сайкой каждого. Сонохара Анри, «мать», взяла Потрошителей под контроль.
- Торамару (яп. To羅丸)

Банда байкеров из Сайтамы, чей лидер — Тикагэ Рокудзё. Когда за Чёрного Мотоциклиста назначили награду в 10 000 000 иен, «Торамару» и другие байкеры охотились за ней. «Торамару» понесли приличные потери от Селти, Сидзуо и Авакусу-кай. Позднее под руководством Аобы на «Торамару» нападают «Синие квадраты», сжигая их мотоциклы, и подставляют «Долларов», подписавшись, как они. Из-за этого Тикагэ жаждет отомстить «Долларам».
- Авакусу-кай (яп. 粟楠会)

Крупная группировка якудза, во главе которой стоят Микия Авакусу и его отец. Прикрывается художественной галереей.

## Персонажи
Микадо Рюгаминэ (яп. 竜ヶ峰 帝人 Рю:гаминэ Микадо) — мечтательный главный герой, живущий в начале сюжета в пригороде Токио, а потом в его знаменитом районе Икэбукуро. Его родители не были согласны с переездом, но он решился на такой шаг и поступил в новую школу «Райра», в которой уже учился его друг детства Кида. Новая жизнь захватила его и наполнилась смыслом. Ник в городском чате — Таро Танака.
Сэйю — Тосиюки Тоёнага
Масаоми Кида (яп. 紀田 正臣 Кида Масаоми) — главный герой. Давний житель Икэбукуро и друг детства Микадо. Именно он предложил Микадо переехать в Икэбукуро. В начале он предстаёт крайне жизнерадостным и болтливым мальчиком, позже выясняется, что он является основателем и экс-лидером банды «Жёлтые платки». Покинуть банду его заставили трагические события, разворачивающиеся до приезда в Токио Микадо. Он большой любитель пофлиртовать с девушками, но не пользуется у них большим успехом. Когда Анри получила травму во время инцидентов, а численность «Долларов (Баксов)» начала возрастать, он был вынужден вновь стать лидером «Жёлтых платков». Он презирает Орихару и не желал пользоваться его услугами в качестве информатора во время первого образования «Жёлтых платков», но вынужден прибегнуть к помощи Идзаи, желая установить личность лидера «Долларов». Он покидает Икэбукуро со своей бывшей девушкой Саки Микадзимой после конфликта между тремя доминирующими силами Икэбукуро. Ник в городском чате — Бакюра.
Сэйю — Мамору Мияно
Анри Сонохара (яп. 園原 杏里 Сонохара Анри) — главная героиня. Представительница мнимого любовного треугольника, в котором также приняли участие Кида и Микадо, хотя она считает их своими лучшими друзьями. В первый школьный день вызвалась стать старостой класса и, поскольку больше претендентов не было, назначили её. Всю сознательную жизнь Анри считала себя паразитирующим существом: сначала она нуждалась в подруге Мике Хариме, а позднее после её внезапного исчезновения появились уже знакомые зрителю два влюблённых. Тихая и не особо примечательная девушка, но в действительности оказалось, что она является городским ужасом — Потрошителем. Сирота, родители погибли пять лет назад (мать стала одержимой проклятой катаной-Сайкой, и на глазах маленькой Анри убила мужа и себя. Сайкой завладела Анри. Но благодаря тому, что она не умеет любить, Сайка не завладела её разумом). Ник в городском чате — Сайка.
Сэйю — Кана Ханадзава
Селти Стурлусон (яп. セルティ・ストゥルルソン Сэрути Сутурурусон), также известная как городская легенда «Чёрный байкер», «Безголовый Байкер», — дух из мифологии кельтов — дуллахан, обязанный навещать людей, которых в скором времени ожидает смерть. Прибыла в Японию 20 лет назад в поисках своей пропавшей головы. Скрывает отсутствие головы жёлтым шлемом и ездит на чёрном байке, который на самом деле коште баур (Cóiste Bodhar) (яп. コシュタ・バワー «экипаж смерти»), безголовая лошадь, принявшая форму мотоцикла. Селти называет её Шутером (англ. Shooter, «Стрелок»). После долгих лет, проведённых со своим другом Синрой, начала задумываться о прекращении поисков. Сам Синра любит её, но Селти отвечает взаимностью не сразу. Дружна с Сидзуо. Ник в городском чате — Сэттон.
Сэйю — Миюки Савасиро
Идзая Орихара (яп. 折原 臨也 Орихара Идзая) — молодой человек, мафиози и информатор города Токио, отлично манипулирующий всеми участниками сюжета. Изредка показывается в Синдзюку, на протяжении всего сюжета появляется в Икэбукуро. Главный антагонист. 23 года. Атеист. Утверждает, что любит «весь род человеческий», исключая Сидзуо, и доказывает это тем, что помещает людей в экстремальные ситуации и наблюдает за их реакцией. Учился в «Райре» вместе с Сидзуо, Синрой и Кадотой. По словам Синры, Идзая и Сидзуо возненавидели друг друга с первого взгляда. Любит доставлять Сидзуо проблемы, например, подставлять и сдавать полиции. Орихара знает обо всём и про всех. Владеет русским языком. Он мастер паркура и весьма искусно обращается со складным ножом. В аниме он демонстрирует своё искусство — сбривает волосы с головы члена банды так, что тот даже не сразу это замечает. У Идзаи есть две младшие сестры — близнецы Майру и Курури, смутьянки и создательницы множества проблем. С самого начала Идзая догадывался об истинной личности основателя «Долларов» — Микадо, что позже подтвердилось как абсолютно верное предположение. Орихара — «серый кардинал» и главное зло Икэбукуро, он стоит за важнейшими событиями, знает слабости каждого из лидеров доминирующих сил Икэбукуро. Поставил перед собой цель использовать Селти для того, чтобы попасть в Валгаллу — место, куда приходят все воины, которые будут участвовать в последней священной войне. Одна из основных его целей — привести Икэбукуро в состояние войны, чтобы «разбудить» голову Селти (которая находится у него). Его имя — сочетания библейского «Исайя» и японского «тот, кто смотрит на толпу». Ник в городском чате (пишет от женского лица) — Канра или Накара (он использует его при общении с девушками).
Сэйю — Хироси Камия
Сидзуо Хэйвадзима (яп. 平和島 静雄 Хэйвадзима Сидзуо) — самый сильный и самый вспыльчивый представитель района Икэбукуро. Имеет особый недуг: его мозг не контролирует энергию, посылаемую в мышцы, в результате чего Сидзуо может с лёгкостью поднимать автомобили, вырывать из земли дорожные знаки и сгибать фонарные столбы. В детстве при каждой попытке применить силу у него ломались кости, вследствие чего он постоянно ходил в бинтах или просто лежал в больнице. Данная от природы сила жутко злила его, но, повзрослев, Сидзуо научился справляться с ней без травм. Ненавидит Идзаю ещё со школы и при каждой встрече норовит прибить его, отправляя вслед информатору вырванные с корнем дорожные знаки или уличные холодильники с напитками. Работает телохранителем своего школьного друга Тома. Постоянно носит форму бармена, которую ему подарил брат. Много курит. Несмотря на свою вспыльчивость и силу, он на самом деле добр к своим близким, любит молоко (одна женщина подарила ему и Касукэ по одной бутылочке, и с тех пор Хэйвадзима любит молоко) и ненавидит насилие. Хочет научиться контролировать себя, но получается это не очень хорошо. Дружен с Сэлти.
Сэйю — Дайсукэ Оно
Касука Хэйвадзима (яп. 平和島 幽 Хэйвадзима Касука) — младший брат Сидзуо Хэйвадзимы. Актёр, причём очень популярный. Подарил своему брату форму бармена. Пользуется псевдонимом Юхэй Ханэдзима. Сёстры Идзаи — его большие фанаты. В отличие от брата, очень спокойный и тихий.
Сэйю — Дайсукэ Кисио
Синра Киситани (яп. 岸谷 新羅 Киситани Синра) — подпольный медик, который лечит ножевые, огнестрельные ранения из незарегистрированного оружия и делает пластические операции лицам криминального мира. В детстве, плывя на корабле в Токио, впервые встретил Сэлти, влекомую в Японию аурой пропавшей головы. На протяжении всего времени он изучает её тело и размышляет над тем, что может произойти, если она вернёт себе голову. Любит её и не скрывает этого.
Сэйю — Дзюн Фукуяма
Саймон Брежнев (яп. サイモン・ブレジネフ Саймон Бурэдзинэфу) — эмигрант из Америки со странным происхождением — русский по национальности, но имеет тёмный оттенок кожи и интересную фамилию советского вождя. Работает промоутером в русском суши ресторане, где готовят своеобразные блюда — суши с борщом или икрой лосося. Как и Сидзуо, славится своей невероятной мощью и считается вторым по силе в Икэбукуро, уступая первую позицию Хэйвадзиме. Постоянно разнимает последнего с Идзаей в драках. В СССР служил в Спецназе, позже состоял в подпольной группировке по продаже оружия, там у него было прозвище Самя (от настоящего имени Самуил). Обучал Ворону драться.
Сэйю — Такая Курода
Кёхэй Кадота (яп. 門田 京平 Кадота Кё:хэй) — негласный лидер четвёрки друзей, среди которых Уокер, Эрика и Тогуса. Бывший член «Синих Квадратов», ныне — один из «Долларов». Предал свою бывшую банду после того, как её главарь, чтобы свести счёты с Масаоми, взял в заложники девушку последнего и переломал ей ноги. Помог спасти Саки (эту самую девушку). Имеет прозвище Дотатин (яп. ドタチン) (данное Идзаей) и терпеть не может, когда его так называют.
Сэйю — Юити Накамура
Эрика Карисава (яп. 狩沢 絵理華 Карисава Эрика) — аниме-отаку. Предпочитает яой (она даже намекала на то, что Сидзуо и Идзая — пара) или лоликон. Очень часто Эрику можно застать на пару с Уокером, обсуждающих какое-нибудь аниме или мангу. Как и остальные из четвёрки, бывший член «Синих Квадратов», перешедшая к «Долларам».
Сэйю — Аяхи Такагаки
Уокер Юмасаки (яп. 遊馬崎 ウォーカー Юмасаки Уо:ка:) — единомышленник Эрики по части увлечений. Прозвище — Юматти. Как и остальные, принимал активное участие в спасении Саки. Всегда улыбается. Почти всегда ходит с прикрытыми глазами.
Сэйю — Юки Кадзи
Сабуро Тогуса (яп. 渡草 三郎 Тогуса Сабуро:) — водитель минивэна, в котором передвигается вся четвёрка. Самый ворчливый из всех, но когда дело доходит до погонь, резко оживляется. Терпеть не может разговоры Эрики и Уокера.
Сэйю — Такума Тэрасима
Намиэ Ягири (яп. 矢霧 波江 Ягири Намиэ) — старшая сестра Сэйдзи Ягири, безумно влюблённая в своего младшего брата (одержима им), сделает всё, чтобы он был счастлив, даже если придётся нарушить закон. Проводит запретные опыты в лаборатории семейной фармацевтической компании. Корит себя за то, что когда-то показала Сэйдзи голову Селти. Позже становится кем-то вроде помощницы у Идзаи.
Сэйдзи Ягири (яп. 矢霧 誠二 Ягири Сэйдзи) — парень, который с детства влюблён в голову Селти, и даже долгое время верил, что у Мики голова Селти (его сестра сказала, что она пересадила её на тело Мики). Думал, что убил Мику, и даже не жалел о совершённом. Но потом, когда понял, что чувства Мики серьёзны, принял их, хоть и говорит, что всё ещё любит Селти.
Мика Харима (яп. 張間 美香 Харима Мика) — девушка-сталкер. С первого взгляда влюбилась в Сэйдзи и преследовала его. Взломав его квартиру, увидела там украденную им из лаборатории голову Селти, за что едва не поплатилась жизнью, однако выжила и даже не разлюбила травмировавшего её Сэйдзи, согласившись на пластическую операцию, после которой стала выглядеть как Селти. После притворялась, что у неё амнезия, но когда Селти напала на Сэйдзи, закрыла его собой, раскрыв себя при этом. После этого стала полноценной девушкой Сэйдзи, хоть тот и постоянно говорит, что влюблён в её лицо Селти, а не в неё саму (он её шрам на шее и то больше любит). Также она была лучшей подругой Анри в средней школе, та на ней «паразитировала».
Саки Микадзима (яп. 三ヶ島 沙樹 Микадзима Саки) — девушка Масаоми, попавшая в больницу после стычки «Жёлтых Платков» и «Синих Квадратов» и потерявшая способность свободно передвигаться. Познакомилась с Кидой исключительно по просьбе Идзаи, которого она слушается безоговорочно во всём. Причины тому неизвестны, но Саки относится к Орихаре как к божеству. Позднее действительно влюбляется в Масаоми, поэтому добровольно приходит в логово «Синих Квадратов», чтобы помочь своему другу, но её берут в заложники и ломают ноги. Была спасена Кадотой, Эрикой, Уокером и Тогусой. Год пролежала в больнице, где наблюдала, как к её окнам каждый день приходит Масаоми, но так и не решается зайти внутрь. После предаёт Идзаю, раскрывая все его планы Саймону, и преспокойно встаёт на ноги.
Сэйю — Мисато Фукуэн
Сингэн Киситани (яп. 岸谷 森厳 Киситани Сингэн) — отец Синры Киситани, тоже хирург. Бывший хозяин проклятого клинка. Он украл голову Селти при помощи Сайки и много лет скрывал это. Синген первый начал проводить исследования тела Селти. Весьма вспыльчивый и нехороший человек.
Том Танака (яп. 田中 トム Танака Тому) — коллектор, выбивает долги из людей. Сидзуо работает его телохранителем и помогает выбивать долги — слава о его силе и вспыльчивости помогает должникам взять денег прямо из воздуха.
Сэйю — Кацуюки Кониси
Сики (яп. 四木) — мафиози, состоит в преступной группировке Авакусу-кай, вероятно, самый молодой среди их верхушек власти. Влиятельный человек, знающий много занятной информации. По его же словам, больше него знает только Орихара. Значительную долю работы для Селти поставляет именно он.
Харуна Ниэкава (яп. 贄川 春奈 Ниэкава Харуна) — девушка-сталкер, преследовавшая Насудзиму. Расплодила «детей» Сайки, хотя на самом деле и не являлась «матерью», а всего лишь одной из «детей». Утверждает, что у них с Такаси была любовь, сам Насудзима это опровергает. Была поймана при попытке порезать его и переведена в другую школу.
Сюдзи Ниэкава (яп. 贄川 周二 Ниэкава Сюдзи) — отец Ниикавы Харуны. Репортёр, работающий в маленьком журнале, писал статью о самом сильном человеке в Икэбукуро. Сики и Идзая говорят, что это Сидзуо. Сюдзи берёт интервью у Сидзуо. Не веря, что он действительно самый сильный борец в Икэбукуро, Сюдзи провоцирует Сидзуо, и тот швыряет его в воздух при первом же упоминании имени Орихары. Его ранит собственная дочь, и Ниэкава становится Сайкой. В режиме Сайки он пытается порезать Сидзуо, но оказывается легко побеждён, Хэйвадзима буквально вдавливает его в стену дверцей автомобиля. После был доставлен Кадотой и компанией в больницу.
Такаси Насудзима (яп. 那須島 隆志 Насудзима Такаси) — учитель в школе «Райра». Этакий донжуан, приставал к Анри, был причастен к отчислению влюблённой в него Ниэкавы. Трус. Такаси украл деньги у Идзаи, чтобы расплатиться с долгами, за что за ним гналась Селти. Позже был побит Сидзуо при попытке ограбления и оказался в коме. Был уволен из «Райры» за сексуальные домогательства к ученицам.
Аоба Куронума (яп. 黒沼 青葉 Куронума Аоба) — ученик первого класса школы «Райра», кохай Микадо. Его фамилия по отцу — Идзумии, но после развода родителей мальчик взял девичью фамилию матери. Младший брат Рана Идзумии и настоящий лидер банды «Синие квадраты», их создатель. Описывается как невинного вида мальчик с девичьими чертами лица, внутри являющийся холодным и пугающим человеком. Хитрый, однажды подставил брата, устроив поджог и обвинив в этом его. Избежал ответственности, формальным лидером банды выставив Рана, а сам действуя исподтишка. «Синие квадраты» потеряли авторитет после выходки его брата, и теперь Аоба намерен возродить банду, поглотив при этом «Долларов». Не любит Идзаю, в отличие от него, ненавидит людей.
Ран Идзумии (яп. 泉井 蘭 Идзумии Ран) — старший брат Куронумы Аобы. Считался лидером «Синих Квадратов», хотя на самом деле им был его младший брат. Ран являлся всего лишь инструментом и даже осознавал это, но всё равно согласился на это, стремясь хоть в чём-то превзойти брата, который всегда был впереди. Благодаря его выходкам банда распалась, а самого Рана арестовали.
Майру Орихара (яп. 折原 舞流 Орихара Майру) — младшая из близнецов, сестра Идзаи Орихары. Выглядя при этом как интеллигентная примерная школьница в очках, Майру шумная, весёлая и коварная. Любит читать энциклопедии и журналы для взрослых, утверждает, что бисексуалка и ищет отношений с девушками. Обе сестры — ярые фанатки Юхэя Ханэдзимы. Они любят друг друга более, чем по-сестрински. Довольно хорошо владеет рукопашным боем, способна метать обычные кнопки на манер дротиков. Ник в городском чате — Сан.
Курури Орихара (яп. 折原 九瑠璃 Орихара Курури) — старшая сестра-близнец Майру и младшая сестра Идзаи. В отличие от эксцентричной сестры, Курури тихая и апатичная, спокойная, немногословная, однако не менее любопытная, хоть и не подаёт виду. Она одевается как спортсменка и носит короткую стрижку. Как и сестра, поклонница Юхэя Ханэдзимы. Обе сестры дружны с Сидзуо Хэйвадзимой. Ник в городском чате — Кё.
Рури Хидзирибэ (яп. 聖辺 ルリ Хидзирибэ Рури) — популярная японская певица, модель и актриса, идол Тогусы. Она же — монстр «Голливуд». Будучи профессиональным гримёром, Рури создаёт себе очень реалистичные костюмы монстров и в таком виде убивает людей. Имеет нездоровую мечту — стать монстром. По этой же причине убивает, хотя и сама не знает до конца, зачем ей это. Физически Рури значительно сильнее среднестатистического человека, хотя и не так колоссально, как Сидзуо, которым восхищается и от рук которого же пострадала. В ней заинтересована крупная американская фармацевтическая компания «Небула», полагающая, что кровь Рури может быть кровью Дуллахан. Испытывает некоторые чувства к Юхэю Ханэдзиме.
Сэйю — Саки Фудзита
Ворона (яп. ヴァローナ Варо:на) — девушка из России. Бежала оттуда вместе со Слоном, украв оружие у отца. Хладнокровный наёмный убийца, безэмоциональный в остальное время, встряхивается только при хорошей драке. Впервые убила человека, когда ей было 12, устроив падение вора в ванну с водой и бросив туда работающий фен. Тогда же и отец, обычно холодный, впервые обнял дочь. Стимулом становиться сильнее для Вороны стало желание снова порадовать отца, но, получив пощёчину от него, когда она в одиночку штурмовала их конкурентов, поняла, что ищет силу для себя. Чрезвычайно начитана.
Слон (яп. スローン Суро:н) — беженец из России, напарник Вороны. Постоянно задаётся различными нелепыми и странными вопросами, утверждая, что не сможет дальше жить, если не узнает ответа.
Егор (яп. エゴール Эго:ру) — наёмный убийца из России, седьмой по уровню профессионализма, в Икэбукуро прозванный «Машиной убийств». В качестве оружия использует всё, что подвернётся под руку, будь то дипломат или беспроводной телефон. Он преследовал Рури Хидзирибэ по просьбе Сингэна Киситани, но оба монстра были побиты Сидзуо, потому что Егор взял его дипломат, что Хэйвадзима расценил как попытку ограбления. После тяжёлого ранения ему на пути попадаются сёстры Орихара, которых Егор просит отвести его в «Русские суши», где работают его бывшие коллеги. Его лечит Синра. Был ранен Сайкой, став одним из её «детей».
Дракон (яп. ドラゴン Дорагон) — подпольный дилер оружия из России, отец Вороны. Серьёзный и несколько безжалостный человек, готов убить даже собственную дочь.
Лингерин Догранников (яп. リンギーリン ドグラニコフ Ринги:рин Догураникофу) — главарь русских торговцев оружием. Производит впечатление немного глуповатого и добродушного человека, часто жалуется на чёрствость Дракона, однако совершенно невозмутимо убил много человек.
Тикагэ Рокудзё (яп. 六条 千景 Рокудзё: Тикагэ) — с виду обычный симпатичный паренёк-ловелас, на деле же главарь банды байкеров «Торамару» и обладатель недюжинной физической силы — так, подошва ботинка расплавилась от силы отдачи пинка, от которой парень проехался на пару метров. Сидзуо понадобилось три удара, чтобы его вырубить. Рокудзё проявляет себя как джентльмен, утверждает, что не хочет послужить причиной женским слезам. К врагам жесток, но вообще справедливый парень.
Аканэ Авакусу (яп. 粟楠 茜 Авакусу Аканэ) — маленькая девочка, являющаяся внучкой главаря группировки якудза Авакусу-кай. Идзая уговорил её сбежать из дома и показал фотографию Сидзуо, сказав, что он убийца, который хочет уничтожить её отца и деда. Напала на Сидзуо с электрошокером. Сидзуо и Том отводят её к Синре. Позднее выдаёт Идзаю. Описывается как несколько угрюмая, но очаровательная девочка.
Микия Авакусу (яп. 粟楠 幹也 Авакусу Микия) — отец Аканэ Авакусу. Пытается подставить группу «Асуки».
Дзиннай Ёдогири (яп. 澱霧 陣内 Ёдогири Дзиннай) — глава компании в сфере развлечений, в которой работала Рури Хидзирибэ. Нанял Авакусу-кай, чтобы убить её. Им не удалось, потому что они ничего не знали о сверхъестественной силе Рури. Сики обвиняет Ёдогири в провале и намеревается разобраться с ним, но тот уже исчезает.
Денис (яп. デニス Дэнису) — русский эмигрант, ранее состоявший в группировке Лингерина по продаже оружия, ныне же — шеф-повар в «Русских суши». В Японию прибыл вместе с Саймоном.

## Медиа

### Ранобэ
Вся серия Durarara!! началась именно с ранобэ. Первые страницы текста Durarara!! появились 10 апреля 2004 года в журнале ASCII Media Works Dengeki Bunko. На данный момент вышло в свет 13 томов. Автор — Рёго Нарита, иллюстратор — Судзухито Ясуда. Официально выпускается на японском, китайском и корейском языках, а вскорости и на русском.

### Манга
Первые страницы манги по Durarara!! вышли в свет 18 апреля 2009 года в журнале «GFantasy». Первый том вышел 26 декабря 2009 года, заключительный четвёртый — в 2011 году. Автор манги — Рёго Нарита, иллюстратор — Акиё Саториги.

### Аниме
Созданием аниме-адаптации ранобэ занялась студия Brain’s Base. Первый 24-серийный аниме-сериал выходил с 7 января по 24 июня 2010 года на каналах MBS, TBS и CBC. 25 августа 2010 года вместе с седьмым DVD вышел первый специальный выпуск. В нём впервые появились сёстры Идзаи Орихары. Аниме-адаптация охватывает 3 первых тома ранобэ. На Anime Expo 2010 руководство Aniplex подтвердило, что они планируют выпустить англоязычный дубляж Durarara!! в январе 2011 года. На фестивале Dengeki Bunko Spring Festival 2014 объявлено о продолжении аниме. Действие сиквела, который называется Durarara!!×2, разворачивается спустя полгода после окончания событий первого аниме-сериала. Авторский состав остался прежним, но производство было организовано на созданной Омори после ухода из Brains Base студии Shuka. Durarara!!×2 состоит из трёх сезонов по 12 серий. С 10 января по 28 марта 2015 года выходил первый сезон аниме, с 4 июля по 26 сентября 2015 года — второй, с 9 января по 26 марта 2016 года — третий.

#### Музыкальное сопровождение
| Название аниме     | Открывающие темы                                | Закрывающие темы                                       | OST                                                                    |
| ------------------ | ----------------------------------------------- | ------------------------------------------------------ | ---------------------------------------------------------------------- |
| Durarara!!         | «Uragiri no Yuuyake» Исполнитель: THEATRE BROOK | «Trust Me» Исполнитель: Юя Мацусита                    | «Durarara!! OST Vol. 1: Psychedelic Dream» Исполнитель: Макото Ёсироми |
| Durarara!!         | «Complication» Исполнитель: ROOKiEZ is PUNK’D   | «Butterfly» Исполнитель: ON/OFF                        | «Durarara!! OST Vol. 1: Psychedelic Dream» Исполнитель: Макото Ёсироми |
| Durarara!!×2 Shou  | «Headhunt» Исполнитель: Okamoto’s               | «Never say never» Исполнитель: Three lights down kings |                                                                        |
| Durarara!!×2 Ten   | «Day you laugh» Исполнитель: Тоёнага Тосиюки    | «Exit» Исполнитель: Revalcy                            |                                                                        |
| Durarara!!×2 Ketsu | «Steppin' Out» Исполнитель: FLOW                | «Joker ni Yoroshiku» Исполнитель: PENGUIN RESEARCH     |                                                                        |

### Игры
ASCII Media Works анонсировала в журнале Dengeki игру, посвящённую данной серии. Полное название игры — Durarara!! 3 way Standoff. Игра вышла в Японии 22 сентября 2010 года, на английский язык перевода не планируется. Игра является эксклюзивом для PlayStation Portable. Жанр игры: визуальная новелла. За издательство отвечает компания NetchuBiyori. По сюжету в класс к героям переводится новый ученик — Ёсимун Миёси. Персонажей озвучивали те же сэйю, что озвучивали и сериал.

### Радио
Радиопередачи начали выходить в Интернете 26 февраля 2010 года. Вели их Тосиюки Тоёнага и Кана Ханадзава — сэйю, которые озвучивали Микадо Рюгаминэ и Анри Сонохару соответственно.

## Комментарии
1. ↑  Два восклицательных знака в названии стоят нарочно.